# Nadine Spruß
Nadine Spruß (bürgerlich Nadine Heuser, vormals Nadine Heuser-Spruß, * 19. Juni 1975 in Köln) ist eine ehemalige deutsche Schauspielerin. Sie wurde 1990 als Valerie Zenker in der Serie Lindenstraße bekannt.

## Leben
Spruß wurde 1975 in Köln geboren und wuchs in Wesseling auf. Nach der mittleren Reife im Jahre 1991 nahm sie Schauspielunterricht an der New Yorker Herbert-Berghoff-Schauspielschule. Dort erhielt sie auch Gesangs- sowie Sprechunterricht. Von Februar 1990 (Folge 220) bis Dezember 2002 (Folge 888) spielte sie in der Serie Lindenstraße die Rolle der Valerie Zenker.
1998 machte sie das Abitur nach und begann ein Studium der Rechtswissenschaften. 1999 nahm sie die Single My Own True Love und ein gleichnamiges Video auf. Im selben Jahr heiratete sie Sascha Heuser und führte mehrere Jahre einen Doppelnamen. Sie arbeitet heute als Juristin und hat drei Töchter, darunter Zwillinge.
Von 2004 bis 2022 war sie Mitglied des Bedburger Stadtrats. Von 2014 bis 2020 amtierte sie als Ortsbürgermeisterin des Stadtteils Blerichen. Sie ist stellvertretende Vorsitzende des CDU-Bezirksverbands Mittelrhein. Zudem engagiert sie sich in der Frauen-Union als stellvertretende Vorsitzende des Bezirks Mittelrhein und Beisitzerin des Rhein-Erft-Kreises.

## Filmografie
- 1990–2002: Lindenstraße (Fernsehserie)
- 1995: Entführung aus der Lindenstraße
- 1996: SK-Babies (Fernsehserie, 1 Folge)
- 2000: Marienhof (Fernsehserie, 4 Folgen)